# Сабатия
Сабатия (лат. Sabatia) — род, включающий около 20 видов цветковых растений семейства Горечавковых (Gentianaceae).

## Этимология
Название рода дано в честь итальянского ботаника XVIII века Либерато Саббати.

## Ботаническое описание
Однолетние, двулетние и многолетние травянистые растения около 10—130 см высоты, с супротивными листьями. Стебли голые и прямостоячие, обычно ветвистые. Лопасти венчика в числе 5—12 штук, ланцетные или яйцевидные, цветки розово-пурпурного или белого цвета, с жёлтым пятном в центре. Чашечка также с 5—12 узкими лопастями, обычно равными лопастям венчика по длине, либо превышающими его. Плод — коробочка. Цветение с июля по август.

## Распространение
Растения этого рода распространены на востоке Северной Америки, Кубе и Центральной Америке. Ограничено распространены в восточной Канаде и Мексике.

## Виды
Виды растений:
- Sabatia angularis (L.) Pursh — Сабатия угловатая
- Sabatia arenicola Greenm.
- Sabatia arkansana J.S.Pringle & Witsell
- Sabatia brachiata Elliott
- Sabatia brevifolia Raf.
- Sabatia calycina (Lam.) A.Heller
- Sabatia campanulata (L.) Torr.
- Sabatia campestris Nutt.
- Sabatia capitata (Raf.) S.F.Blake
- Sabatia decandra (Walter) R.M.Harper
- Sabatia difformis (L.) Druce
- Sabatia dodecandra (L.) Britton, Sterns & Poggenb.
- Sabatia foliosa Fernald
- Sabatia formosa Buckley
- Sabatia gentianoides Elliott
- Sabatia grandiflora (A.Gray) Small
- Sabatia kennedyana Fernald
- Sabatia macrophylla Hook.
- Sabatia quadrangula Wilbur — Сабатия четырёхугольная
- Sabatia stellaris Pursh
- Sabatia tuberculata J.E.Williams

## Культивация
Некоторые виды используются в декоративном садоводстве. Выращиваются для декорации берегов водоёмов, а также болотистых и переувлажнённых участков.